# Kaspar Linnartz
Johann Kaspar Linnartz, geboren als Johann Caspar Linnartz (* 27. Dezember 1878 in Kirchberg (Kreis Jülich); † 14. Dezember 1955 in Köln) war ein deutscher Lehrer und Namenforscher.

## Leben

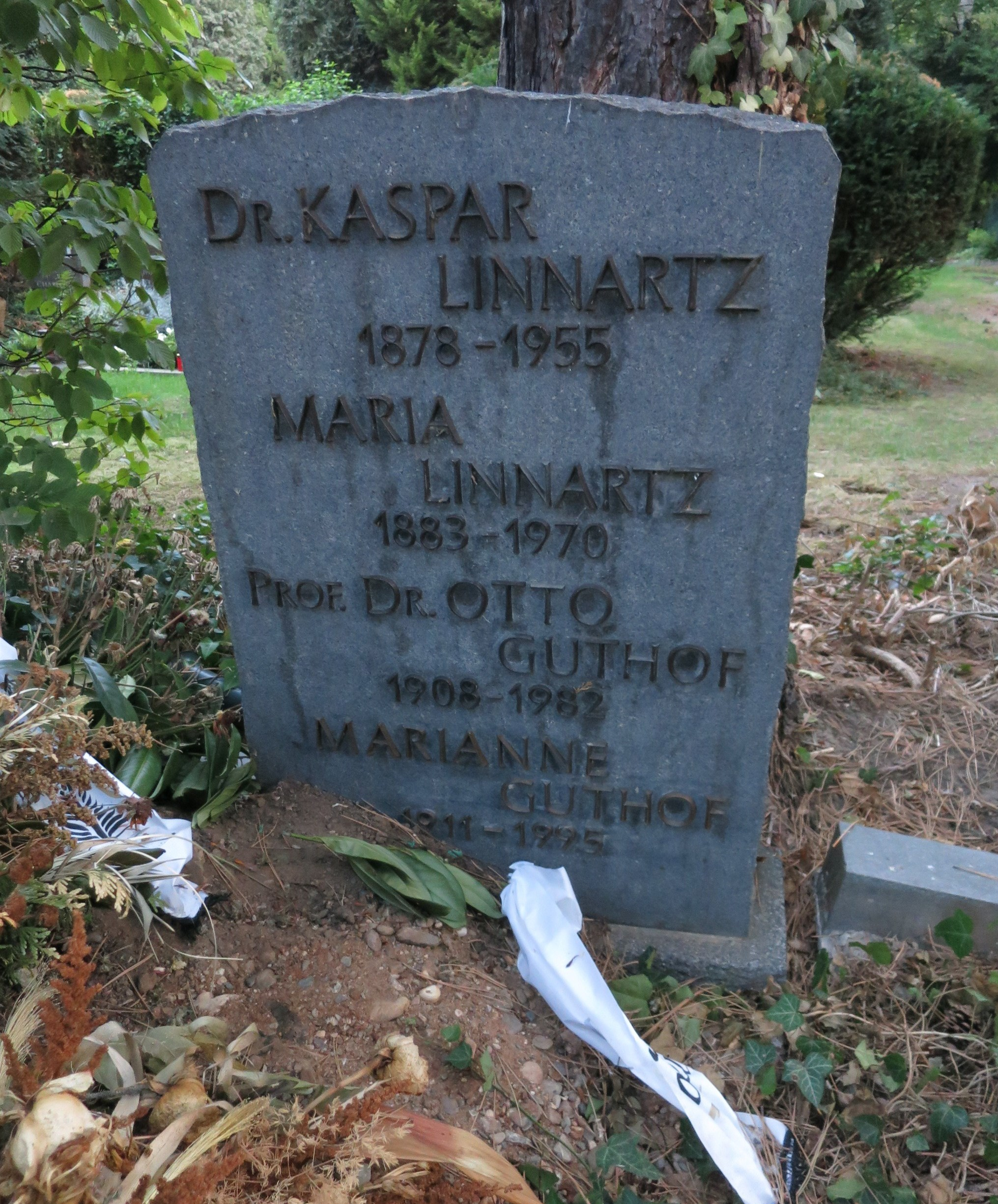
Familiengrab

Linnartz kam als Sohn des Wirtes Johann Linnartz und seiner Ehefrau Mechtilde geb. Moll zur Welt. Zu Ostern 1898 legte er am Gymnasium zu Siegburg die Reifeprüfung ab. Nach Promotion zum Dr. phil. an der Universität Tübingen trat er 1904 in den preußischen Schuldienst ein.
Von 1922 bis 1933 und dann nochmals von 1945 bis 1955 war er Schuldezernent der Stadt Köln. Er veröffentlichte mehrere Werke zur Herkunft von Vor- und Familiennamen.
Seit 1902 war Linnartz mit Wilhelmine Maria Liebsch (1883–1970) verheiratet. Er starb wenige Tage vor seinem 77. Geburtstag an Krebs in einem Kölner Krankenhaus. Die Familiengrabstätte befindet sich auf dem Melaten-Friedhof (Flur 64).

## Ehrungen
- 1953: Verdienstkreuz (Steckkreuz) der Bundesrepublik Deutschland